# Abdul Khaliq Hazara
Abdul Khaliq Hazara (Kabul, 1916 – Kabul, 18 dicembre 1933) è stato un criminale afghano che l'8 novembre 1933 assassinò il re Mohammed Nadir Shah durante una cerimonia di premiazione. Fu rapidamente arrestato e poi giustiziato. Apparteneva al gruppo etnico hazara. Secondo un'ipotesi, il movente dell'assassinio di Mohammed Nadir Shah potrebbe essere un aumento delle tasse, l'esecuzione di alcune persone della sua etnia e di Ghulam Nabi Charkhi, già ambasciatore dell'Afghanistan a Mosca che prese parte alla guerra civile afgana del 1928-29 in supporto del riformatore Amānullāh Khān, il predecessore di re Mohammed Nadir Shah.

## Biografia

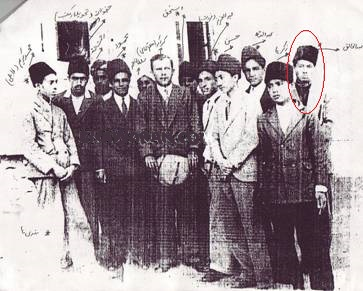
Khaliq (cerchiato in rosso) e i suoi compagni di classe.

Khaliq nacque a Chindawol, un quartiere della città vecchia di Kabul, nel 1916, e studiò alla scuola superiore Nejat. Khaliq assistette all'ascesa di re Mohammed Nadir Shah nel 1929 e agli assassini degli intellettuali e politici afghani legati al suo predecessore. Egli, che era un generale del re Amānullāh Khān, fu convocato dal sovrano per combattere contro Habibullah Kalakānī e restaurare la monarchia, ma invece si autoproclamò re. Poco dopo fece arrestare i sostenitori di Amānullāh Khān. Per anni fece catturare chiunque ritenesse che un giorno sarebbe potuto diventargli nemico. L'ira di Mohammed Nadir Shah riguardava chiunque non appartenesse alla tribù di Mohammadzai e si scontrò con i clan pashtun, con i tagichi del nord e gli hazara dell'Afghanistan centrale.
Nel 1933, dopo l'esecuzione di Ghulam Nabi Charkhi, un sostenitore di Amānullāh Khān, lo zio, i fratelli e il padre di Khaliq furono arrestati dal regime di Mohammed Nadir Shah. Khaliq decise quindi di uccidere il re. Pensò di farlo durante una cerimonia del giorno dell'Indipendenza alla moschea di Id Gah, ma poi ci ripensò. L'opportunità sorse quando Mohammed Nadir Shah invitò gli atleti della sua scuola superiore a palazzo a distribuire medaglie per i loro risultati. Khaliq era uno dei partecipanti e non vide nessuna unità di sicurezza alle porte. Tornò in bicicletta alla zona del cinema Pamir e portò con sé una pistola appartenuta al suo amico Is'haq Sherdel, una Nagant M1895 caricata con sei proiettili di calibro 7,62 mm avvolti in un fazzoletto nascosto in tasca. Si fermò dietro Is'haq Sherdel e Mahmood.
La bandiera nazionale fu abbassata e Mohammed Nadir Shah entrò nel roseto del giardino. Esaminò il tavolo delle medaglie e si diresse verso gli studenti. Khaliq frugò in tasca ed estrasse la pistola, mirò al re e fece fuoco. Il primo proiettile colpì il sovrano in bocca, il secondo colpo trapassò il cuore e il terzo colpo lesionò un polmone. Le guardie si precipitarono verso Khaliq e un quarto proiettile colpì una guardia. Lo studente gettò la pistola, mentre le guardie lo inseguirono.

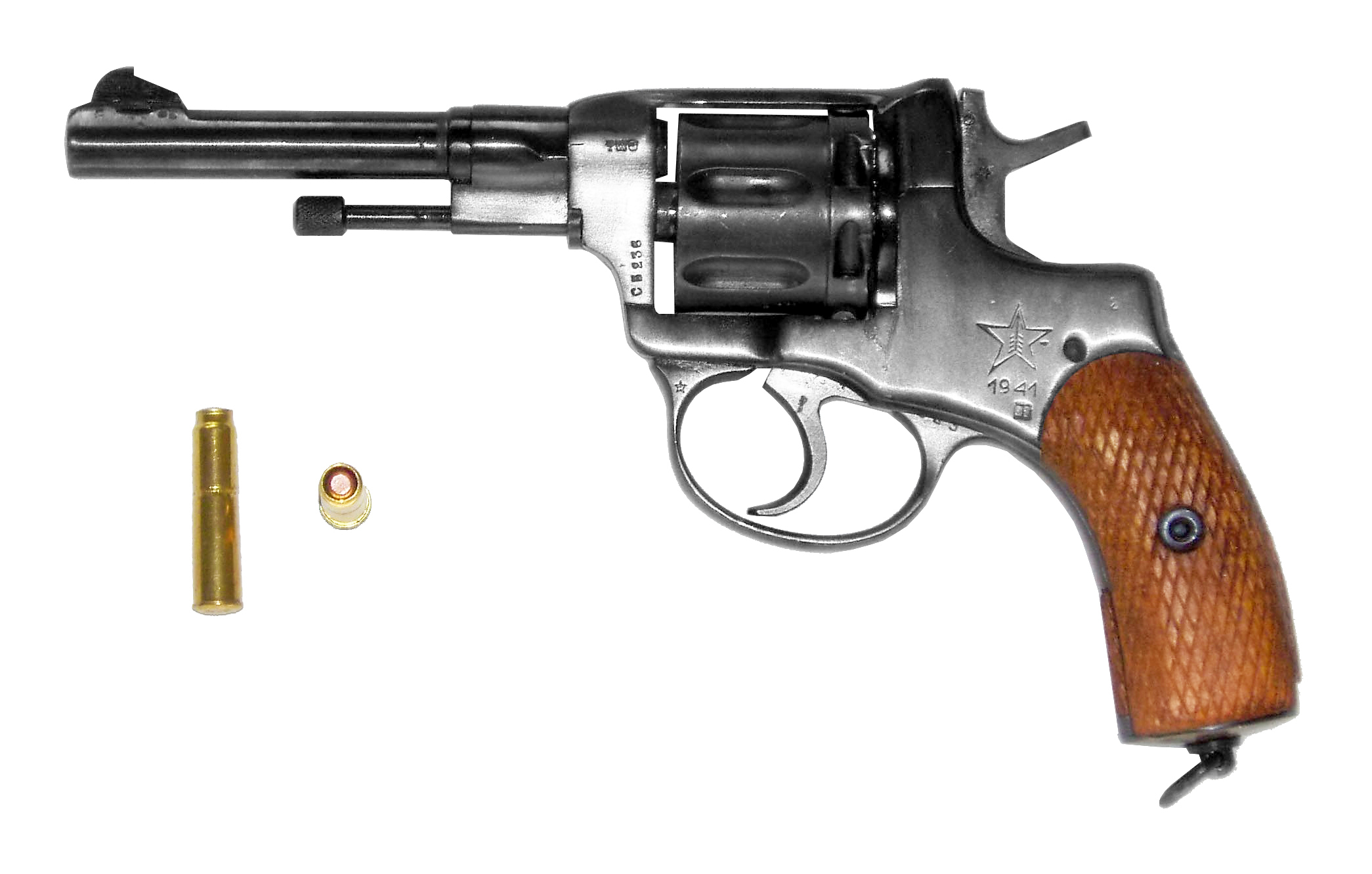
Un Nagant M1895, l'arma utilizzata per uccidere il re.

Shah Mahmood ordinò l'arresto di oltre quattrocento studenti della scuola superiore "Nejat" e con un decreto esecutivo ordinò che tutti i ragazzi fossero giustiziati. Un soldato della guardia nazionale lo convinse che gli altri studenti erano innocenti e così vennero rilasciati. Khaliq fu imprigionato e sotto tortura fece i nomi dei suoi complici. Al processo Khaliq citò tutti i suoi amici e familiari come complici. La verosimiglianza di queste affermazioni fu in seguito messa in discussione dall'unico sopravvissuto della famiglia di Khaliq. Al termine del processo fu condannato a morte insieme ad altre sedici persone. La maggioranza della famiglia di Khaliq fu rinchiusa nella prigione di Dehmazang.
Il giorno programmato per l'esecuzione, il 18 dicembre 1933, furono preparati sedici cappi nel luogo dell'esecuzione. Khaliq venne portato lì e gli fu chiesto con quale delle sue dita avesse premuto il grilletto. Sollevò il dito indice e immediatamente gli fu tagliato. Gli venne quindi chiesto quale occhio era solito usare per puntare e gli venne estirpato con un pugnale. Le autorità torturarono Khaliq a morte invece di impiccarlo. Gli agenti di sicurezza torturarono Khaliq, tagliandogli la lingua e scavando gli occhi, e i soldati lo uccisero con le baionette mentre i suoi familiari e gli amici furono costretti a guardare. Khaliq è considerato un martire da quelli che furono oppressi da re Mohammed Nadir Shah, specialmente le persone dell'etnia hazara.